# Lassinlampi
Lassinlampi är en sjö i kommunen Puolango i landskapet Kajanaland i Finland. Sjön ligger 174 meter över havet. Arean är 19 hektar och strandlinjen är 2,83 kilometer lång.  Den  ingår i Uleälvens huvudavrinningsområde.  Sjön ligger omkring 37 kilometer norr om Kajana och omkring 510 kilometer norr om Helsingfors. 
I sjön finns ön Ollinsaari (halvö). 